# Aeranthes albidiflora
Aeranthes albidiflora es una orquídea epífita originaria de Madagascar.

## Distribución y hábitat
Se encuentra  en la parte oriental de Madagascar en los bosques sombríos desde el nivel del mar hasta los 1000 m s. n. m.

## Descripción
Es una planta pequeña de tamaño que prefiere clima cálido a fresco, es epífita   sin tallo y con 6 a 7 hojas, con ápice bi-lobulado de manera desigual  que florece a través de una inflorescencia colgante de 30 cm de largo, ramificada y con una única flor de 2,5 cm de ancho con  7 a 10 brácteas. La floración se produce en el verano.

## Taxonomía
Aeranthes albidiflora fue descrita por Toill.-Gen., Ursch & Bosser y publicado en Notulae Systematicae. Herbier du Museum de Paris 16: 205. 1960.
Etimología
Aeranthes (abreviado Aerth.): nombre genérico que deriva del griego: "aer" = "aire" y "anthos" = "flor" que significa 'Flor en el aire', porque parece que flotara en el aire.
albidiflora: epíteto latino que significa "con la flor blanca".